# Вискяр (село)
Вискяр (болг. Вискяр) — село в Болгарии. Находится в Перникской области, входит в общину Перник. Население составляет 80 человек. Расположено в 14 км от Перника и 7 км от Брезника.

## Политическая ситуация
Вискяр подчиняется непосредственно общине и не имеет своего кмета.
Кмет (мэр) общины Перник — Росица Йорданова Янакиева-Костадинова (коалиция в составе 2 партий: Болгарская социал-демократия (БСД), Болгарская социалистическая партия (БСП)) по результатам выборов 2007.